# Taco rice

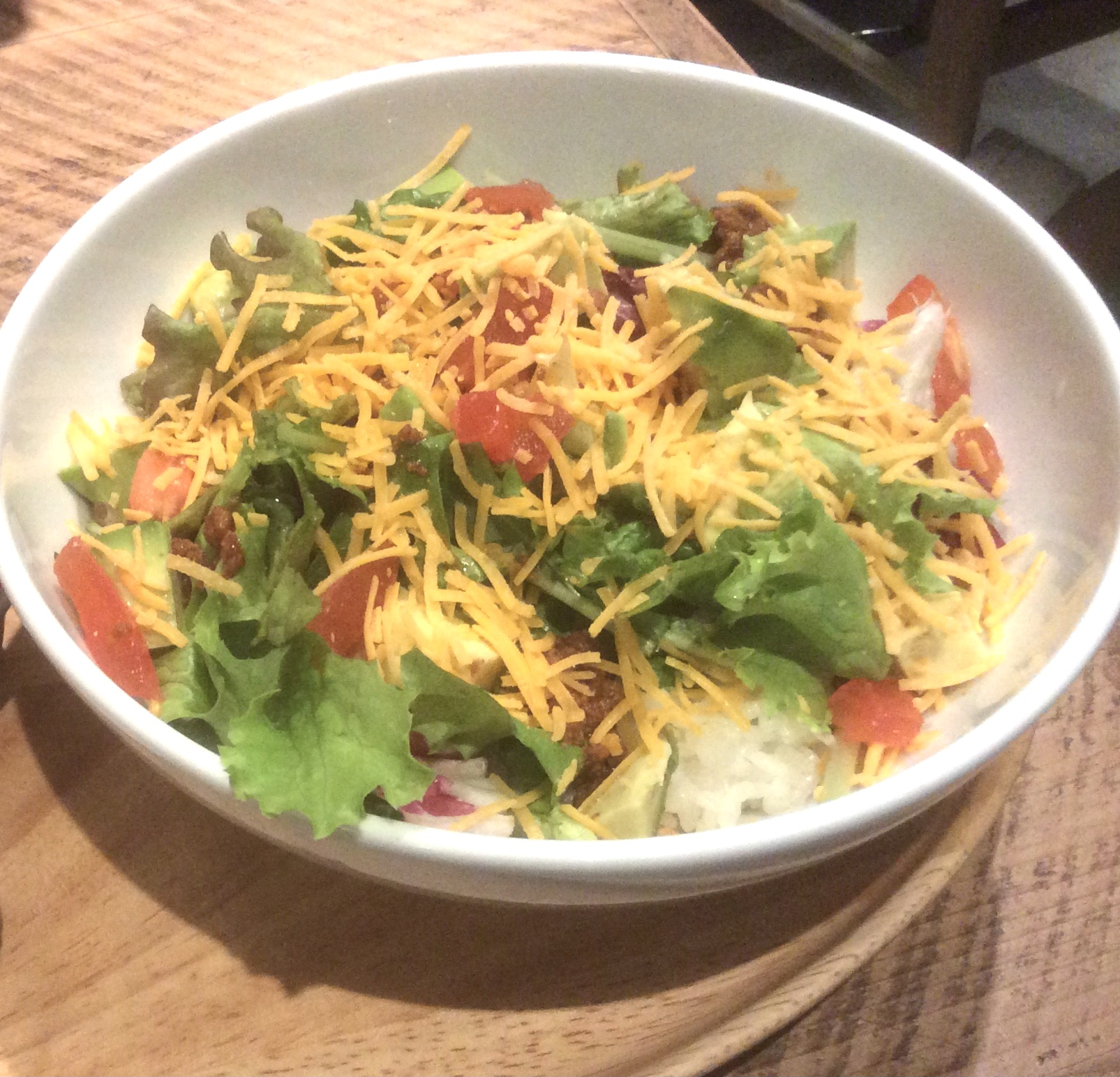
Ett exempel på taco rice, här utan salsa

Taco rice (japanska タコライス, takoraisu), är en japansk maträtt och ett populärt exempel på det okinawiska köket, bestående av taco-kryddat kött serverat tillsammans med ris, salsa och isbergssallat, oftast även med tomat, ost, gurka och/eller andra grönsaker. Det sägs att taco rice uppstod på 1960-talet i staden Kin där en av den amerikanska arméns baser låg, när en kock kombinerade den bland soldater populära tex mex-smaken med Japans (och Okinawas) basmat, ris.